# 小行星2008
小行星2008（2008 Konstitutsiya）是一颗围绕太阳公转的小行星。1973年9月27日，柳德米拉·切爾尼赫在克里米亚发现了此天体。
該小行星以1977年蘇聯憲法命名。
这颗小行星的绝对星等为203.36500等。